# PCYT1A
La colina-fosfato citidililtransferasa A es una enzima que en humanos está codificada por el gen PCYT1A. Este gen pertenece a la familia de la citidililtransferasa y participa en la regulación de la biosíntesis de fosfatidilcolina. Las mutaciones en este gen se asocian con displasia espondilometafisaria con distrofia de conos y bastones. Alternativamente, se han encontrado variantes de transcripción empalmadas para este gen.